# 아이슬란드 국가 올림픽 체육 협회
아이슬란드 국가 올림픽 체육 협회(아이슬란드어: Íþrótta- og Ólympíusamband Íslands)는 아이슬란드의 국가 올림픽 위원회이다. IOC 코드는 ISL이다. 본부는 레이캬비크에 있으며 유럽 올림픽 위원회에 소속되어 있다.
1921년에 설립되었으며 1935년에 국제 올림픽 위원회의 승인을 받았다. 21개 국가 하계 올림픽 종목 연맹과 3개 국가 동계 올림픽 종목 연맹, 4개 국가 비올림픽 종목 연맹이 소속되어 있으며 아이슬란드의 스포츠 발전을 담당한다. 또한 올림픽, 유러피언 게임, 유럽 소국 경기 대회를 비롯한 국제 스포츠 대회에 참가하는 아이슬란드의 선수들을 대표한다.

## 같이 보기
- 올림픽 아이슬란드 선수단